# Chú ý

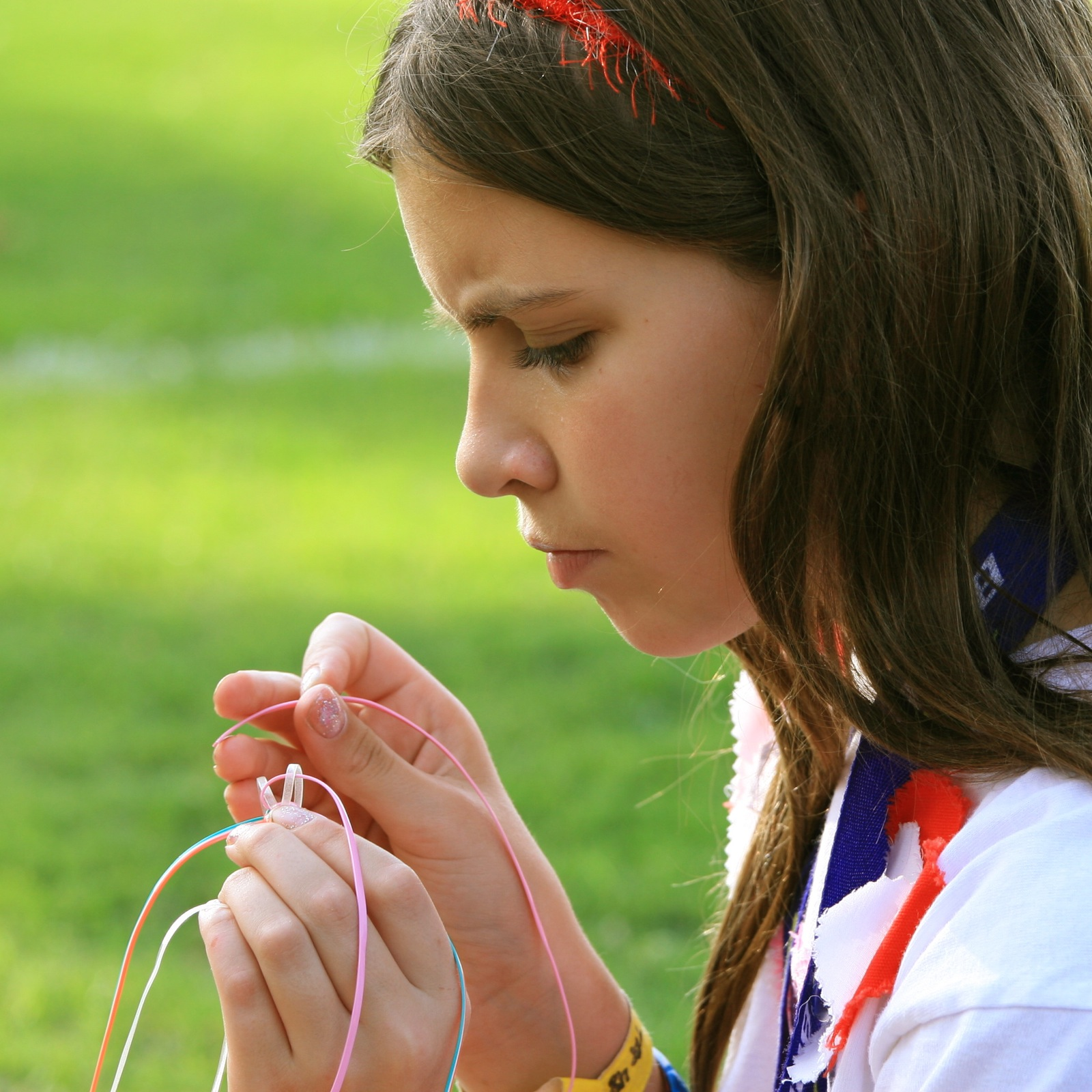
Tập trung chú ý

Chú ý là quá trình hành vi và nhận thức của việc tập trung có chọn lọc vào một khía cạnh riêng biệt của thông tin, cho dù được coi là chủ quan hay khách quan, trong khi bỏ qua các thông tin có thể nhận biết khác. Đây là một trạng thái phấn khích. Chú ý là sự chiếm hữu của tâm trí dưới hình thức rõ ràng và sống động của một trong những thứ dường như một số đối tượng hoặc đoàn tàu tư tưởng đồng thời. Sự tập trung của ý thức, là bản chất của chú ý. Sự chú ý cũng được mô tả là sự phân bổ các nguồn lực xử lý nhận thức hạn chế.
Chú ý là một lĩnh vực điều tra chính trong giáo dục, tâm lý học, khoa học thần kinh, khoa học thần kinh nhận thức và tâm lý học thần kinh. Các lĩnh vực điều tra tích cực liên quan đến việc xác định nguồn gốc của các tín hiệu và tín hiệu cảm giác tạo ra sự chú ý, ảnh hưởng của các tín hiệu và tín hiệu cảm giác này đến các đặc tính điều chỉnh của các tế bào thần kinh cảm giác, và mối quan hệ giữa sự chú ý và các quá trình nhận thức và hành vi khác như trí nhớ làm việc và tâm lý làm việc cảnh giác. Một cơ quan nghiên cứu tương đối mới, mở rộng dựa trên nghiên cứu trước đó về tâm lý học, đang điều tra các triệu chứng chẩn đoán liên quan đến chấn thương sọ não và ảnh hưởng của nó đối với sự chú ý. Sự chú ý cũng khác nhau giữa các nền văn hóa.
Các mối quan hệ giữa sự chú ý và ý thức đủ phức tạp để bảo đảm việc nghiên cứu và khám phá chúng quy mô dài hạn. Khám phá như vậy vừa cổ xưa vừa liên tục, vì nó có thể có tác dụng trong các lĩnh vực từ sức khỏe tâm thần và nghiên cứu về rối loạn ý thức đến trí tuệ nhân tạo và các lĩnh vực nghiên cứu liên quan.

## Định nghĩa và nghiên cứu đương đại
Trước khi thành lập tâm lý học như một ngành khoa học, sự chú ý đã được nghiên cứu trong lĩnh vực triết học. Do đó, nhiều khám phá trong lĩnh vực chú ý đã được các nhà triết học thực hiện. Nhà tâm lý học John B. Watson gọi Juan Luis Vives là cha đẻ của tâm lý học hiện đại bởi vì, trong cuốn sách De Anima et Vita (Linh hồn và cuộc sống), ông là người đầu tiên nhận ra tầm quan trọng của điều tra theo kinh nghiệm. Trong tác phẩm viết về trí nhớ, Vives nhận thấy rằng nếu một người càng có nhiều chú ý đến các kích thích, các kích thích sẽ càng được giữ lại tốt hơn.